# Невена Буюклиева
Невена Стоянова Буюклиева, известна още като Нене Буюклиева е българска драматична артистка, народна артистка от 1952 година.

## Биография
Родена е в София през 1896 г. Баща ѝ Стоян (Стоянчо) Буюклиев е чиновник и участник в Балканската война. Майка ѝ Екатерина Войнова е сестра на дякон Агапий Войнов. Невена завършва Втора девическа гимназия през 1915 г. През същата година за кратко работи като учителка в с. Жедна, Радомирско; после до 1918 г. е чиновничка в Статистиката и помощник-счетоводител в Дирекцията на пощите.
През 1919 г. е обявен конкурс за прием на нови артисти в Народния театър, където Невена Буюклиева се явява подготвена от Златина Недева и печели първо място. При постъпването в театъра се открива драматическа школа до 1921 г. с преподаватели Сава Огнянов и Гено Киров. По-късно завършва школите на Вера Пушкарьова и Николай О. Масалитинов.
През 1923 г. Буюклиева се присъединява към трупата на Народния театър, където играе до смъртта си през 1966 г. Първите ѝ по-големи роли са в „Дванадесета нощ“ от Шекспир, в „Свети, но не сгрява“ от Александър Островски и в „Царска милост“ от Камен Зидаров. Последната ѝ роля през 1965 г. е в „Службогонци“ от Иван Вазов.
Изпълнява десетки роли, сред които:
- 1919 – „Под старото небе“ от Цанко Церковски,
- 1919 – „Тартюф“ от Жан-Батист Молиер,
- 1920 – „Самодива“ от Петко Ю. Тодоров,
- 1920 – „Хамлет“ от Уилям Шекспир,
- 1921, 1942 – „Боян Магесника“ от Кирил Христов,
- 1923 – „Змейова сватба“ от П. Ю. Тодоров, „Вампир“ от Антон Страшимиров,
- 1925 – „Идиот“ от Фьодор Достоевски,
- 1926 – „Дванайсета нощ“ от У. Шекспир,
- 1927 – „Майстори“ от Рачо Стоянов,
- 1927 – „Сън в лятна нощ“ от У. Шекспир,
- 1928 – „Дон Карлос“ от Фридрих Шилер,
- 1929 – „Албена“ от Йордан Йовков, „Камбаните на Св. Климент“ от Димо Сяров,
- 1929 – „Процесът на Мери Дюган“ от Б. Вилер,
- 1930 – „Тя и двамата“ от Ст. Л. Костов,
- 1930 – „От ума си тегли“ от Александър Грибоедов,
- 1932 – „Идеален мъж“ от Оскар Уайлд,
- 1933 – „Драгойци“ от Стефан Савов, „Болярите и пустиннослужителят“ от Георги Дръндаров, „Към пропаст“ от И. Вазов,
- 1934 – „Престолът“ от Иван Вазов,
- 1934 – „Мария Стюарт“ от Ф. Шилер,
- 1937 – „Жена без значение“ от Оскар Уайлд,
- 1938 – „Госпожата“ от Елисавета Багряна и Матвей Вълев,
- 1939 – „Когато гръм удари“ от Пейо Яворов,
- 1939 – „Ученикът на дяволът“ от Бърнард Шоу,
- 1940 – „Семейство“ от Христо Свиленов,
- 1941 – „Калин Орела“ от Никола Икономов,
- 1945 – „Царица Теодора“ от Магда Петканова,
- 1947 – „Васа Железнова“ от Максим Горки,
- 1948 – 1955 – „Царска милост“ от Камен Зидаров,
- 1952 – „Любов“ от Орлин Василев,
- 1953 – „Искри в нощта“ от Арманд Барух,
- 1954 – „Ромео и Жулиета“ от У. Шекспир,
- 1956 – „Майка на своите деца“ от А.Н. Афиногенов,
- 1957 – „Вражалец“ от Ст. Л. Костов,
- 1960 – „Пред буря“ от Боян Балабанов,
- 1964 – „Рожден ден“ от Драгомир Асенов,
- 1965 – „Службогонци“ от И. Вазов,[1][2]

както и много други емблематични роли.
Буюклиева има големи постижения и в рецитаторското изкуство. Тя се включва в кръжеца „Живо слово“, основан през 1924 г. от Вера Пушкарьова, в който участва заедно с актьорите Надя Костова, Зорка Йорданова, Стефан Савов, Константин Кисимов, Любен Саев, Ирина Тасева и други.
През 1935 г. се омъжва за проф. Петко Спирков, преподавател в Стопанска академия – Свищов.
През 1942 г. се ражда дъщеря ѝ – Лиляна.
Освен като артистка, Невена Буюклиева се изявява и като общественичка. По нейна инициатива от юни 1927 година до август 1931 година кръжецът „Живо слово“, изнася поетични рецитали и събира средства за пренасяне на тленните останки на поета Димчо Дебелянов от Демир Хисар (днешна Гърция) в България. Така след усилена работа, те осъществяват своята цел и полагат останките му в новия му гроб на 23 август 1931 година. През 1934 година отново със средства, събрани от рецитали и дарения и с труда на скулпторът проф. Иван Лазаров, той създава известния паметник на чакащата майка, намиращ се на гроба му в черковния двор в Копривщица.
През 1950 г. е наградена с Димитровска награда, а през 1952 г. със званието „народна артистка“. Същата година е избрана за „депутат на трудещите се“ при Софийски градски народен съвет. През целия си живот Буюклиева помага на своите колеги и на нуждаещите се от подкрепа хора.
През 2006 г. дъщерята на Буюклиева, Лиляна Спиркова, публикува мемоарната книга „Моите изповеди • Животът на Невена Буюклиева“.
През 2020 г. излиза документалният филм „Последният път към дома“, разказвайки за пренасянето на костите на Димчо Дебелянов от Гърция в България както и за живота на Невена Буклиева. Проектът е реализиран от внучката на Буюклиева – Невена Гачева и с продуценството на Ню Ейдж. Режисьор Мариан Маринов, в главната роля – Силвия Лулчева.